# Torell-Land
Koordinaten: 77° 17′ N, 16° 43′ O

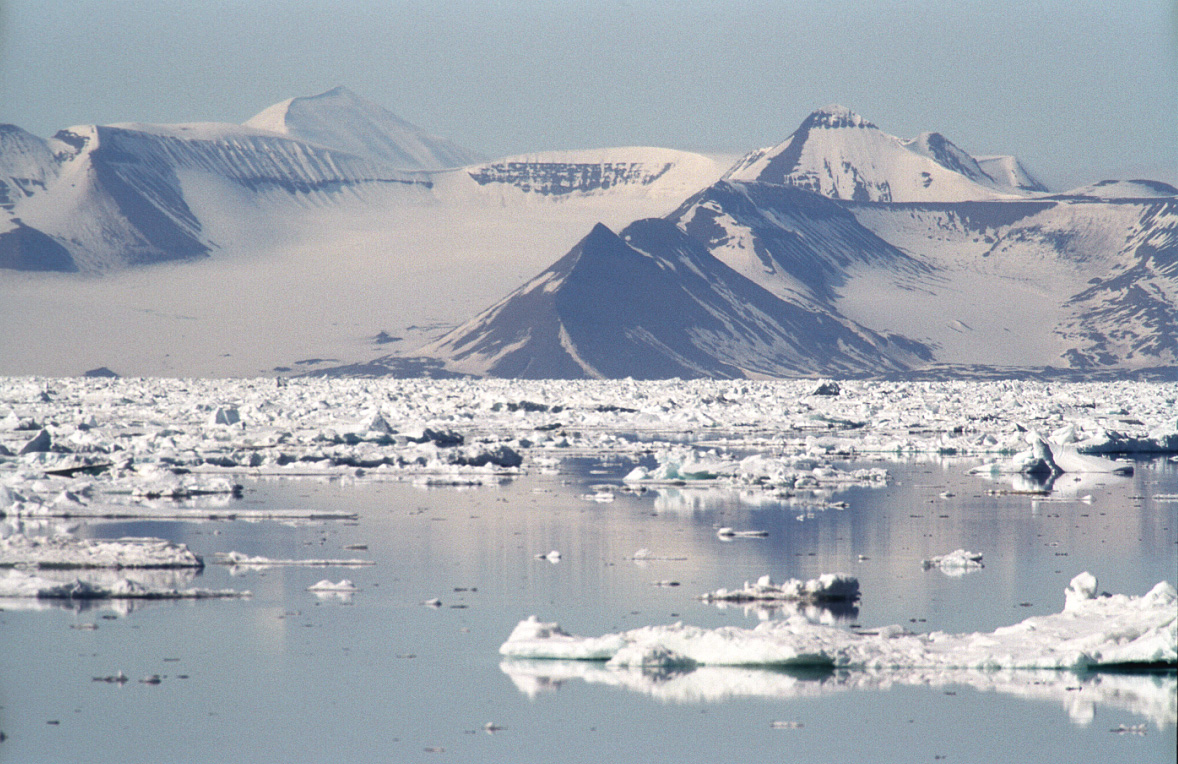
Blick vom Storfjord auf Torell-Land

Torell-Land ist eines der als „Länder“ bezeichneten Gebiete auf der von Norwegen verwalteten Insel Spitzbergen in Svalbard. Das im Süden der Hauptinsel Svalbards befindliche Gebiet ist praktisch unbewohnt und von Gletschern überdeckt.

## Etymologie
Der Name „Torell-Land“ ist eine Hommage an den Geologen und Eiszeitexperten Otto Martin Torell, den ersten Direktor der schwedischen geologischen Landesanstalt. Er unternahm 1858, 1861, 1864 und 1868 Expeditionen nach Spitzbergen.

## Geographie
Torell-Land bildet die Verbindungsbrücke zwischen den südlichen Gebieten Spitzbergens. Im Süden liegt Sørkapp-Land, im Westen, abgetrennt durch den Hornsund, Wedel-Jarlsberg-Land, im Nordwesten liegt Nathorst-Land und im Nordosten Heer-Land. Westlich von Torell-Land liegt mit dem Storfjord das offene Meer.